# Anne Alvaro
Pour les articles homonymes, voir Artero et Álvaro.
Dany Barbara Odette Artero, dite Anne Alvaro, est une actrice française de théâtre et de cinéma, née le 29 octobre 1951 à Oran.
Elle remporte à deux reprises le César de la meilleure actrice dans un second rôle.

## Biographie
Anne Alvaro quitte l'Algérie à l'âge de 3 ans. Elle passe son enfance à Créteil où elle est inscrite au conservatoire. Elle commence sa carrière professionnelle au théâtre en 1970 dans des pièces mises en scène par Georges Lavaudant, Claude Guerre ou Hubert Colas.
Elle fait ses débuts au cinéma dans le film Danton, réalisé par Andrzej Wajda, en 1981. Elle joue ensuite dans quatre films de Raoul Ruiz. En 2001, elle reçoit le César de la meilleure actrice dans un second rôle, pour son rôle dans le film d’Agnès Jaoui, Le Goût des autres. En 2011, elle reçoit pour la deuxième fois le même César pour le personnage de Louisa dans Le Bruit des glaçons réalisé par Bertrand Blier.

### Famille
Anne Alvaro est la mère de la comédienne Odja Llorca de son union avec Denis Llorca.
Elle est la sœur du trompettiste de jazz Patrick Artero, membre notamment de l’Anachronic Jazz Band.

### Prises de position
Elle co-signe en mai 2019, parmi 1 400 personnalités du monde de la culture, la tribune « Nous ne sommes pas dupes ! », publiée dans le journal Libération, pour soutenir le mouvement des Gilets jaunes et affirmant que « Les gilets jaunes, c'est nous ».

## Filmographie

### Cinéma
- 1983 : Danton d'Andrzej Wajda : Éléonore Duplay
- 1983 : La Java des ombres de Romain Goupil : Maria
- 1983 : Bérénice de Raoul Ruiz : Bérénice
- 1983 : La Ville des pirates de Raoul Ruiz : Isidore
- 1984 : Régime sans pain de Raoul Ruiz : Alouette
- 1984 : Point de fuite de Raoul Ruiz
- 1985 : Visage de chien de Jacek Gasiorowski : Monique
- 1986 : Faire la fête court métrage d'Anne-Marie Miéville
- 1986 : Dans un miroir de Raoul Ruiz
- 1987 : Venise sauvée d'André Engel
- 1988 : La Lumière du lac de Francesca Comencini : Mme Pallaci
- 1989 : Le Goût de plaire court métrage d'Olivier Ducastel : Hélène
- 1990 : Les Chevaliers de la Table ronde de Denis Llorca
- 1993 : Rupture(s) de Christine Citti
- 1993 : Une vue imprenable court métrage d'Amal Bedjaoui
- 1996 : Le Cri de la soie d'Yvon Marciano : Rosemonde Burel
- 1997 : Le Serpent a mangé la grenouille d'Alain Guesnier
- 1998 : À mort la mort ! de Romain Goupil : Florence
- 1999 : Elle grandit si vite (court métrage) d'Anne Théron
- 1999 : Le Goût des autres d'Agnès Jaoui : Clara
- 2001 : Chante (court métrage) de Fabrice Main : Henriette
- 2002 : La Carpe dans la baignoire
- 2002 : La Chose publique de Mathieu Amalric : Julia
- 2004 : Qui songe à la douceur ? (court métrage) d'Isabelle Coudrier-Kleist
- 2006 : Indépendance de Fabrice Main
- 2006 : Le Scaphandre et le Papillon de Julian Schnabel : Betty
- 2007 : La Part animale de Sébastien Jaudeau : Brigitte Chaumier
- 2007 : Faut que ça danse ! de Noémie Lvovsky : Marie-Hélène
- 2008 : Les Bureaux de Dieu de Claire Simon : Dr Marianne
- 2010 : Le Bruit des glaçons de Bertrand Blier : Louisa
- 2012 : Camille redouble de Noémie Lvovsky : la prof d'anglais
- 2013 : Mr. Morgan's Last Love de Sandra Nettelbeck : Colette
- 2013 : Un giorno devi andare de Giorgio Diritti : Anna
- 2014 : Yves Saint Laurent de Jalil Lespert : Marie-Louise Bousquet
- 2015 : Les Bêtises de Rose et Alice Philippon : Elise
- 2017 : Cherchez la femme de Sou Abadi : Mitra
- 2021 : Arthur Rambo de Laurent Cantet : l'écrivaine
- 2023 : Une zone à défendre de Romain Cogitore : Chantal
- 2024 : Boléro d'Anne Fontaine : Mme Ravel
- 2026 : Maigret et le mort amoureux de Pascal Bonitzer : Jacotte Larrieu

### Télévision
- 1973 : Magie rouge de Daniel Georgeot
- 1978 : Les Grands Procès témoins de leur temps : Une semaine sainte de Jean Cazenave
- 1983 : Bérénice de Raoul Ruiz : Bérénice
- 1993 : Gitta Mallasz. Le scribe des anges, de Jacques Meny et Michel Cazenave
- 1994 : Jules de Christian Palligiano : Judith
- 2003 : La Chose publique de Mathieu Amalric : Julia
- 2006 : Sartre, l'âge des passions de Claude Goretta : Castor Simone de Beauvoir
- 2008 : Scalp de Jean-Marc Brondolo et Xavier Durringer : La psychologue de Raphaël
- 2010 : Engrenages
- 2011 : Quand la guerre sera loin d'Olivier Schatzky : la duchesse
- 2015 : Les Années perdues de Nicolas Picard-Dreyfuss : Catherine Launay
- 2016 : Bébés volés d'Alain Berliner : Carmen
- 2021 : Capitaine Marleau, épisode L'Homme qui brûle de Josée Dayan
- 2022 : L'Opéra saison 2 de Cécile Ducrocq
- 2024 : Les Oubliés du Delta de Leslie Gwinner : Magali Galabert

### Doublage
- 2022 : Pinocchio : la Fée du Bois et la Mort[4]

## Théâtre

### Comédienne
- 1970 : Le Regard du sourd, mise en scène Bob Wilson
- 1971 : Dieu aboie-t-il ? (ou Adorable Pucelle) de François Boyer, mise en scène Jean Négroni, Théâtre des Mathurins
- 1972 : La Nuit des rois de William Shakespeare, mise en scène Denis Llorca, Théâtre de l'Ouest parisien
- 1972 : Henri IV de William Shakespeare, mise en scène Denis Llorca, Festival national de Bellac
- 1972 : Le Cid de Corneille, mise en scène Denis Llorca, Théâtre de la Ville
- 1973 : Falstaff de William Shakespeare, mise en scène Denis Llorca, Théâtre de l'Ouest parisien
- 1974 : Falstaff de William Shakespeare, mise en scène Denis Llorca, Théâtre de Nice
- 1974 : Les Mille et Une Nuits de Cyrano de Bergerac, Le Voyage sur la lune de Cyrano de Bergerac de Denis Llorca, mise en scène de l'auteur, Théâtre de l'Île
- 1976 : Les Mille et Une Nuits de Cyrano de Bergerac, Le Voyage sur la lune de Cyrano de Bergerac de Denis Llorca, mise en scène de l'auteur, Théâtre Sorano Toulouse
- 1976 : Don Juan de Max Frisch, mise en scène Jean-Pierre Miquel, Comédie-Française au Théâtre de l'Odéon
- 1977 : Hier dans la nuit de Zelda "art drama-danse" de Denis Llorca, mise en scène Serge Keuten, Denis Llorca, Théâtre de la Plaine
- 1977 : Roméo et Juliette de William Shakespeare, mise en scène Denis Llorca, Les Tréteaux du Midi : Festival de la Cité Carcassonne
- 1978 : Roméo et Juliette de William Shakespeare, mise en scène Denis Llorca, Les Tréteaux du Midi : Théâtre Daniel Sorano Vincennes
- 1979 : Kings ou Adieu à Shakespeare d'après William Shakespeare, mise en scène Denis Llorca, Maison des arts et de la culture de Créteil
- 1979 : Lettre aux aveugles à l'usage de ceux qui voient de Denis Diderot, mise en scène Denis Llorca, Théâtre des Célestins
- 1979 : Le Prince de Hombourg d'Heinrich von Kleist, mise en scène Petrika Ionesco, Festival de la Cité Carcassonne
- 1979 : Platonov d'Anton Tchekhov, mise en scène Gabriel Garran, Théâtre de la Commune
- 1979 : Hedda Gabler d'Henrik Ibsen, mise en scène Jean-Pierre Miquel, Comédie de Reims, Nouveau théâtre de Nice
- 1980 : Ils ont déjà occupé la villa voisine de Stanisław Ignacy Witkiewicz, mise en scène Andrzej Wajda, Maison de la Culture de Nanterre, Nouveau théâtre de Nice, TNP Villeurbanne
- 1980 : La Malédiction d'après Les Sept contre Thèbes d'Eschyle, Les Phéniciennes d'Euripide et Antigone de Sophocle, mise en scène Jean-Pierre Miquel, Festival d'Avignon
- 1981 : Penthésilée d'Heinrich von Kleist, mise en scène André Engel, Théâtre national de Strasbourg
- 1981 : Dorval et moi d'après Denis Diderot, mise en scène Jean Dautremay, Petit Odéon
- 1982 : Hedda Gabler d'Henrik Ibsen, mise en scène Jean-Pierre Miquel, Théâtre national de l'Odéon
- 1983 : Lulu de Frank Wedekind, mise en scène André Engel, Bataclan
- 1985 : Le Misanthrope de Molière, mise en scène André Engel, MC93 Bobigny
- 1986 : Le Plaisir des autres d'Agnès Mallet d'après Cesare Pavese, mise en scène Gilles Gleizes, Théâtre 14 Jean-Marie Serreau
- 1986 : Venise sauvée de Hugo von Hofmannsthal, mise en scène André Engel, Festival d'Avignon, MC93 Bobigny
- 1987 : Ce soir on improvise de Luigi Pirandello, mise en scène Lucian Pintilie, Théâtre de la Ville
- 1987 : Une chambre sur la Dordogne de Claude Rich, mise en scène Jorge Lavelli, Théâtre Hébertot
- 1988 : Les Trois Sœurs d’Anton Tchekhov, mise en scène Maurice Bénichou, Festival d'Avignon
- 1990 : Pièce sans titre de Federico García Lorca, mise en scène Lluís Pasqual (es), Odéon-Théâtre de l'Europe, Comédie de Genève
- 1991 : Princesses de Fatima Gallaire, mise en scène Jean-Pierre Vincent, Théâtre Nanterre-Amandiers
- 1992 : Terra Incognita de Georges Lavaudant, mise en scène de l'auteur, Festival d'Avignon, Théâtre de Nice, Odéon-Théâtre de l'Europe
- 1993 : L'Épidémie et Un rat qui passe d'Agota Kristof, mise en scène Michel Raskine, Théâtre Paris-Villette, Comédie de Caen
- 1994 au théâtre de Vidy, Lausanne, Suisse. " Soliloque sentimental à l'heure de la promenade des chiens" de Dominique DUCOS. Mise en scène de Dominique DUCOS
- 1995 : Lumières (I) Près des ruines de Jean-Christophe Bailly, Michel Deutsch, Jean-François Duroure, Georges Lavaudant, mise en scène Georges Lavaudant, Théâtre national de Bretagne, TNP Villeurbanne, MC93 Bobigny
- 1995 : Lumières (II) Sous les arbres de Jean-Christophe Bailly, Michel Deutsch, Jean-François Duroure, Georges Lavaudant, mise en scène Georges Lavaudant, MC93 Bobigny
- 1996 : La Cour des comédiens d'Antoine Vitez, mise en scène Georges Lavaudant, Festival d'Avignon
- 1997 : Histoires de France de Michel Deutsch et Georges Lavaudant, mise en scène Georges Lavaudant, Odéon-Théâtre de l'Europe
- 1996 : Être sans père (Platonov) d’Anton Tchekhov, mise en scène Claire Lasne, Théâtre Paris-Villette
- 1998 : Tambours dans la nuit et La Noce chez les petits bourgeois de Bertolt Brecht, mise en scène Georges Lavaudant, Odéon-Théâtre de l'Europe
- 1999 : Loué soit le progrès de Gregory Motton, mise en scène Lukas Hemleb, Odéon-Théâtre de l'Europe
- 1999 : Couvre-feu de Roney Brett, mise en scène Michèle Raoul-Davis et Bernard Sobel, Théâtre de Gennevilliers
- 2000 : Droit de retour de Wladimir Yordanoff, mise en scène de l'auteur, Théâtre Hébertot
- 2001 : Le Prince de Nicolas Machiavel, mise en scène Anne Torrès, Théâtre Nanterre-Amandiers, Comédie de Reims
- 2001 : Le Crime du XXIe siècle d'Edward Bond, mise en scène Alain Françon, Théâtre national de la Colline
- 2001 : Dans la forêt lointaine de Gérard Watkins, mise en scène de l'auteur, Théâtre Le Colombier Bagnolet
- 2002 : Père d'August Strindberg, mise en scène François Marthouret et Julie Brochen, Théâtre 71 Malakoff, Théâtre des Célestins
- 2003 : Mariage de David Lescot, mise en scène Anne Torrès, MC93 Bobigny
- 2003 : Innocents coupables d’Alexandre Ostrovski, mise en scène Bernard Sobel, Théâtre de Gennevilliers
- 2003 : Titus Andronicus de William Shakespeare, mise en scène Lukas Hemleb, Maison de la culture de Bourges, Théâtre Jean Vilar Suresnes, Maison des arts et de la culture de Créteil
- 2004 : Titus Andronicus de William Shakespeare, mise en scène Lukas Hemleb, Théâtre de Gennevilliers
- 2004 : La Terrasse du sous-sol d’après les textes de Francis Marmande et Giacomo Leopardi, William Shakespeare, Patrick Sommier, mise en scène Patrick Sommier, MC93 Bobigny
- 2004 : Icône de Gérard Watkins, mise en scène de l'auteur, Espace Nautique de Saint-Ouen
- 2005 : Hamlet de William Shakespeare, mise en scène Hubert Colas, Théâtre de la Criée, Théâtre national de Nice, Festival d'Avignon
- 2006 : Hamlet de William Shakespeare, mise en scène Hubert Colas, Théâtre de la Criée, Théâtre national de Chaillot
- 2006 : Le Marin de Fernando Pessoa, mise en scène Alain Ollivier, Théâtre Gérard-Philipe
- 2007 : La Thébaïde ou les frères ennemis de Racine, mise en scène Sandrine Lanno, Nouveau Théâtre de Montreuil, Théâtre de la Manufacture
- 2008 : Le Plus Clair du temps je suis nue de Sophie Loizeau, mise en scène Claude Guerre, Maison de la Poésie
- 2008 : Le Bleu du ciel de Bernard Noël, Sade, Georges Bataille, mise en scène Claude Guerre, Maison de la Poésie
- 2008 : Et pourtant, ce silence ne pouvait être vide de Jean Magnan, mise en scène Michel Cerda, Théâtre national de Strasbourg
- 2009 : Et pourtant, ce silence ne pouvait être vide de Jean Magnan, mise en scène Michel Cerda, Comédie de Saint-Étienne, Théâtre Firmin Gémier / La Piscine
- 2009 : Gertrude (Le Cri) d'Howard Barker, mise en scène Giorgio Barberio Corsetti, Odéon-Théâtre de l'Europe
- 2009 : Je meurs comme un pays de Dimítris Dimitriádis, mise en scène Anne Dimitriadis, MC93 Bobigny
- 2009 : La Pierre de Marius von Mayenburg, mise en scène Bernard Sobel, Théâtre Dijon Bourgogn
- 2009 : L’argent de Charles Péguy, adaptation et mise en lecture Gérald Garutti, Rencontres littéraires de Brangues
- 2010 : La Pierre de Marius von Mayenburg, mise en scène Bernard Sobel, Théâtre national de la Colline
- 2010 : La Ronde du carré de Dimítris Dimitriádis, mise en scène Giorgio Barberio Corsetti, Odéon-Théâtre de l'Europe
- 2010 : Nos occupations de David Lescot, lecture, Centre national de création d'Orléans
- 2010 : La Nuit les brutes de Fabrice Melquiot, mise en scène Roland Auzet, Théâtre des Célestins, Théâtre de l'Ouest parisien
- 2011 : L'Homme-Jasmin d'après Unica Zürn, mise en scène Magali Montoya, L'Échangeur Bagnolet
- 2011 : Exhortation aux crocodiles d'António Lobo Antunes, mise en scène Patrick Pineau, MC93 Bobigny
- 2011 : Le Suicidé de Nikolaï Erdman, mise en scène Patrick Pineau, Festival d'Avignon, Maison de la culture de Bourges, Théâtre Vidy-Lausanne, tournée
- 2012 : Le Suicidé de Nikolaï Erdman, mise en scène Patrick Pineau, MC93 Bobigny, Théâtre du Nord, Théâtre des Célestins, tournée
- 2013 : Lost (replay) de Gérard Watkins, mise en scène de l'auteur, Théâtre de la Bastille
- 2014 : Femme non rééducable de Stefano Massini, mise en scène Arnaud Meunier, Théâtre de l'Atelier
- 2014 : Le Prince de Hombourg de Heinrich von Kleist, mise en scène Giorgio Barberio Corsetti, Festival d'Avignon
- 2015 : Femme non rééducable, mise en scène par Stéfano Massini
- 2015: Dans la solitude des champs de coton de Bernard-Marie Koltès, mise en scène Roland Auzet, Théâtre des Célestins
- 2016: Dans la solitude des champs de coton de Bernard-Marie Koltès, mise en scène Roland Auzet, Théâtre des Bouffes-du-Nord
- 2017: La Source des Saints de John Millington Synge, mise en scène Michel Cerda, tournée scène nationale, théâtre de la Commune
- 2017: Les Bacchantes d'Euripide, mise en scène par Sarah Llorca.
- 2018 : Voici mon cœur, c'est un bon cœur, de Anne Alvaro, Nicolas Daussy, Thierry Thieû Niang, festival off d'Avignon
- 2019 : L'Orestie d'Eschyle, mise en scène Georges Lavaudant, Nuits de Fourvière
- 2019 : Vents Contraires[5] de Jean-René Lemoine, mise en scène Jean-René Lemoine, MC93
- 2021 : Hamlet de William Shakespeare, mise en scène Gérard Watkins, Théâtre de la Tempête
- 2024 : Par les villages[6] de Peter Handke, mise en scène Sébastien Kheroufi, Théâtre des Quartiers d'Ivry, Centre Pompidou

### Metteuse en scène
- 2006 : Esprit-Madeleine d'après Le Silence de Molière de Giovanni Macchia, Théâtre national de Chaillot
- 2007 : Troïlus et Cressida de William Shakespeare, mise en scène avec David Lescot, présentation des élèves-comédiens de 3e année de l’École régionale d’acteurs de Cannes (ERAC), Nouveau Théâtre de Montreuil

## Livres audio
- 1996 : participation à Chantefables et Chantefleurs, de Robert Desnos
- 1998 : Le Chat qui s'en va tout seul, extrait de La Saga des chats, de Catherine de La Clergerie
- 2000 : Anne Alvaro lit Jean-Marie Gustave Le Clézio
- 2006 : La Chambre, de Françoise Chandernagor
- 2011 : participation à Kafka sur le rivage, de Haruki Murakami, réalisé par Marguerite Gateau pour France Culture.

## Distinctions

### Récompenses
- Prix du Syndicat de la critique 1998 : Meilleure comédienne pour La Tragédie optimiste
- César 2001 : César de la meilleure actrice dans un second rôle pour Le Goût des autres
- Molières 2009 : Molière de la comédienne pour Gertrude (le cri)
- César 2011 : César de la meilleure actrice dans un second rôle pour Le Bruit des glaçons
- 2011 : Prix « Reconnaissance des cinéphiles » décerné à Puget-Théniers (06) par l'Association « Souvenance de cinéphiles » pour l'ensemble de sa carrière[réf. nécessaire].
- Coup de cœur Parole enregistrée et documents sonores 2020 de l'Académie Charles-Cros pour la lecture de Beloved de Toni Morrison, proclamé le 13 septembre 2020 au jardin du musée Jean de la Fontaine à Château-Thierry[7]

### Nomination
- Molières 1987 : Molière de la comédienne dans un second rôle pour Ce soir on improvise

### Décorations
- 2013 :  Chevalier de la Légion d'honneur[8].
- 2014 :  Officier de l'ordre des Arts et des Lettres[9].